# Österreichischer Staatsvertrag

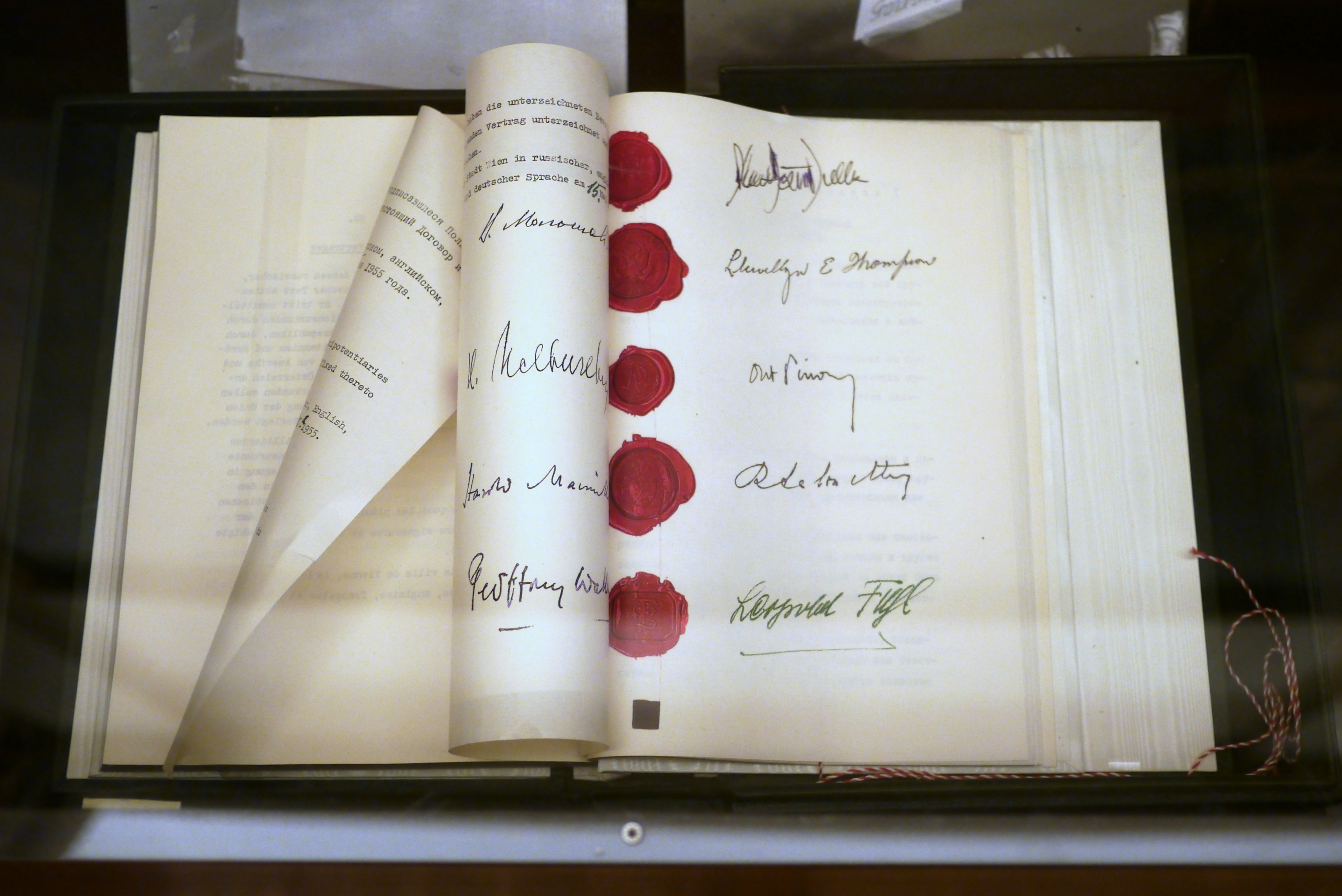
Faksimile des Staatsvertrags

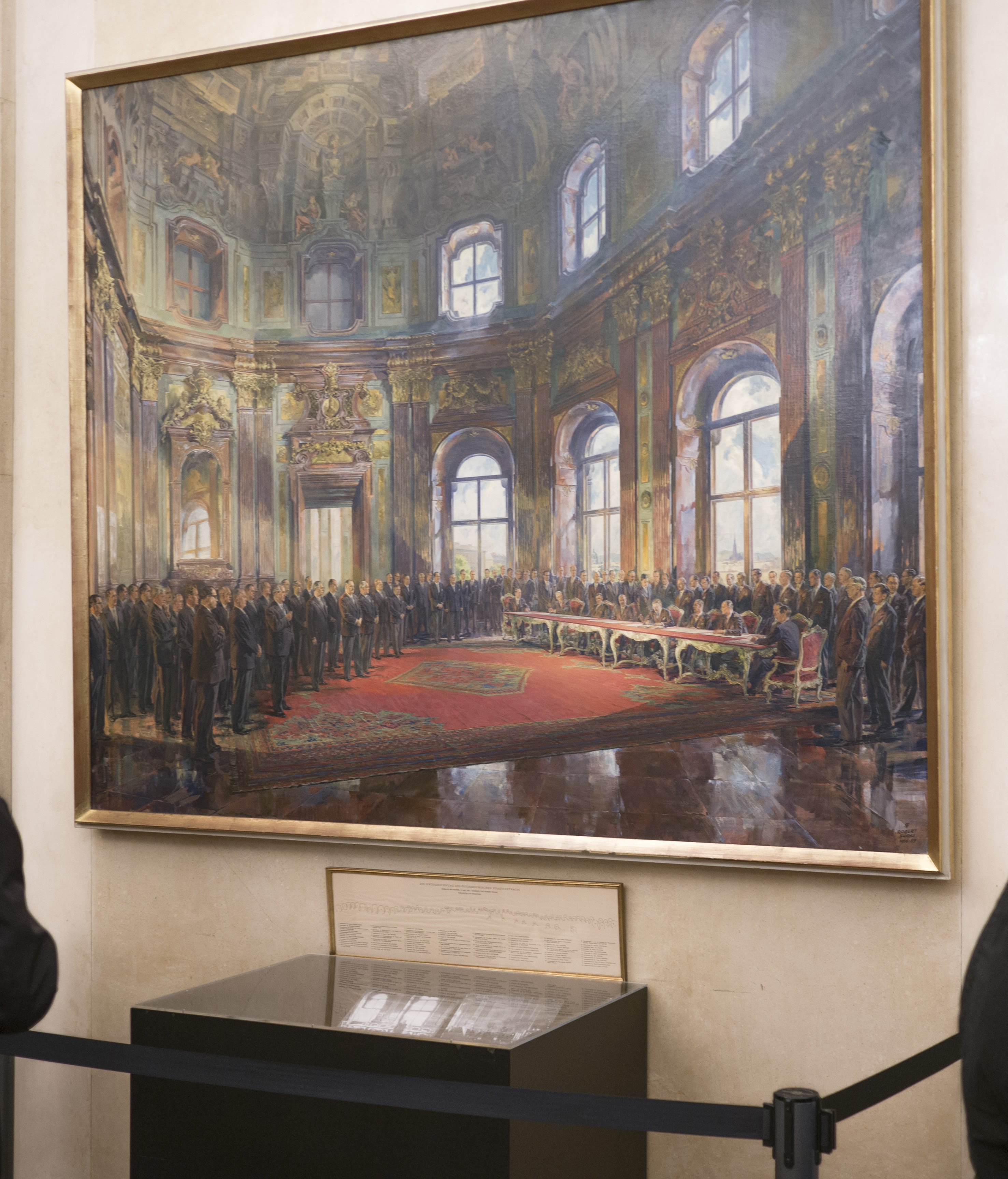
Offizielles Gemälde der Unterzeichnung des Staatsvertrags, gemalt von Robert Fuchs

Der Österreichische Staatsvertrag (Langtitel: Staatsvertrag betreffend die Wiederherstellung eines unabhängigen und demokratischen Österreich, gegeben zu Wien am 15. Mai 1955; juristisch kurz: Staatsvertrag von Wien, StV) wurde am 15. Mai 1955 in Wien im Schloss Belvedere von Vertretern der alliierten Besatzungsmächte USA, Sowjetunion, Frankreich und Großbritannien sowie der österreichischen Bundesregierung unterzeichnet und trat am 27. Juli 1955 offiziell in Kraft.
Gegenstand des Vertrages ist die Wiederherstellung Österreichs als souveräner, unabhängiger und demokratischer Staat nach der nationalsozialistischen Herrschaft in Österreich (1938–1945), dem Ende des Zweiten Weltkrieges (VE-Day) und der darauf folgenden Besatzungszeit (1945–1955). Bereits mit dem Verfassungsgesetz vom 1. Mai 1945 war Österreich wieder als Republik eingerichtet worden, deren Rechtsvorschriften im Einklang mit den Grundsätzen der Staatsform einer demokratischen Republik zu gestalten und im Sinne dieser maßgebenden Grundsätze auszulegen sind. In Art. 10 Abs. 2 StV hat sich Österreich zudem verpflichtet, das Gesetz vom 3. April 1919, betreffend das Haus Habsburg-Lothringen aufrechtzuerhalten, mit dem sämtliche Herrschaftsrechte der Habsburger-Dynastie für alle Zeiten aufgehoben worden waren.
Der Staatsvertrag gilt auch als wesentlich für die Entwicklung eines eigenständigen Österreichbewusstseins.

## Allgemeines und Struktur

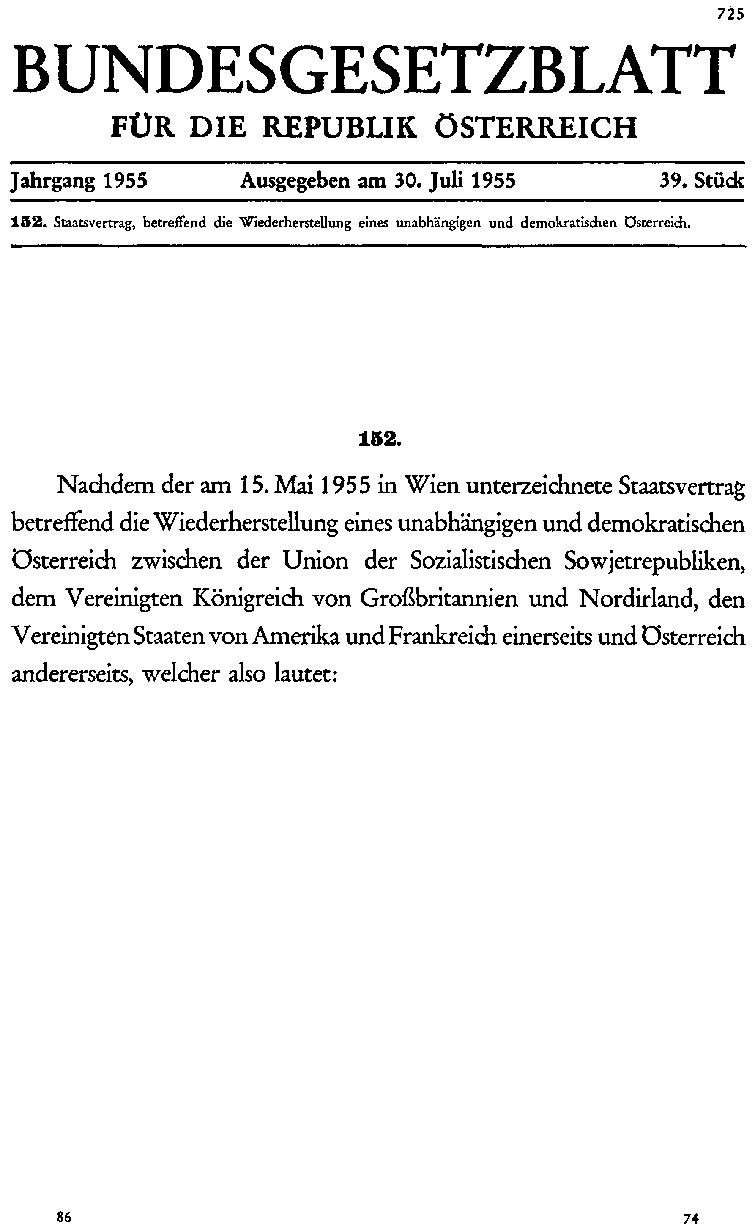
Bundesgesetzblatt Nr. 152 vom 30. Juli 1955: Staatsvertrag, betreffend die Wiederherstellung eines unabhängigen und demokratischen Österreich.

Der Staatsvertrag besteht aus einer Präambel und neun Teilen:
1. Politische und territoriale Bestimmungen
2. Militärische und Luftfahrt-Bestimmungen
3. Zurückziehung der Alliierten Streitkräfte
4. Aus dem Krieg herrührende Ansprüche
5. Eigentum, Rechte und Interessen
6. Allgemeine Wirtschaftsbeziehungen
7. Regelung bei Streitfällen
8. Verschiedene wirtschaftliche Bestimmungen
9. Schlussbestimmungen

### Wesentliche Punkte des Vertrages
Österreich verpflichtete sich im Vertrag,
- keine wie immer geartete politische oder wirtschaftliche Vereinigung mit Deutschland ein[zu]gehen (Art. 4, Verbot des Anschlusses). Diese Verpflichtung wurde von der Sowjetunion, aber auch von Großbritannien lange dazu genützt, den Beitritt Österreichs zur EWG zu beeinspruchen; Österreichs Gegenargument bestand darin, dass dieser Beitritt nicht allein eine politische und wirtschaftliche Verbindung zu Deutschland bewirke, sondern zu allen Mitgliedstaaten der Europäischen Union.[4]
- die Minderheitenrechte der Slowenen und Kroaten zu gewährleisten (Art. 7 Abs. 2 und 3). Mediale Präsenz erreichte hierbei vor allem der sogenannte Ortstafelstreit – andere Punkte bezüglich der Minderheitenrechte, wie im Staatsvertrag festgeschrieben, sind bis dato nicht erfüllt;
- eine demokratische, auf geheimen Wahlen gegründete Regierung zu unterhalten (Art. 8). Dies war bereits seit der Nationalratswahl vom 25. November 1945 und der Ernennung der Bundesregierung Figl I am 20. Dezember 1945 der Fall;
- alle nationalsozialistischen Organisationen aufzulösen und keine Wiederbetätigung von nationalsozialistischen und faschistischen Organisationen zuzulassen (Art. 9 und 10, vgl. Verbotsgesetz 1947, das nach wie vor gilt);
- das Habsburgergesetz beizubehalten (Art. 10), was bis heute der Fall ist;
- Personen, die in der deutschen Wehrmacht im Rang eines Obersts oder höher tätig waren oder die als gewesene Nationalsozialisten von Österreich nicht entlastet wurden, nicht ins Bundesheer aufzunehmen (Art. 12; 2008 vom Nationalrat als nicht mehr geltend festgestellt[5]), und
- nicht an der Wiederbewaffnung Deutschlands mitzuwirken (Art. 15 Z. 2; 2008 vom Nationalrat als nicht mehr geltend festgestellt[5]).

Diese Bestimmungen stehen, soweit sie noch gelten, auf Grund eines am 4. März 1964 beschlossenen Bundesverfassungsgesetzes in Verfassungsrang.
Von Österreich wurden keine Reparationen verlangt, die sich aus dem Bestehen eines Kriegszustandes in Europa nach dem 1. September 1939 ergaben (Art. 21 StV). Österreich verpflichtete sich aber, der Sowjetunion das bis dahin von ihr verwaltete deutsche Eigentum abzulösen und es nicht an die früheren deutschen Eigentümer zurückzustellen. Innerhalb von sechs Jahren waren an die UdSSR rund 150 Millionen Dollar zu zahlen. Die Alliierten verpflichteten sich, binnen 90 Tagen nach Inkrafttreten des Vertrags ihre Truppen von österreichischem Staatsgebiet abzuziehen.
Die vom Nationalrat am 26. Oktober 1955 verfassungsgesetzlich beschlossene immerwährende Neutralität wird oft fälschlich als Teil des Staatsvertrages betrachtet, steht mit diesem aber in keinem rechtlichen Zusammenhang. Es bestand jedoch ein (heute nicht mehr relevanter) politischer Zusammenhang, der unter Moskauer Memorandum näher beschrieben wird.

### Obsolete Bestimmungen
In Hinblick auf die veränderte Weltlage hat die österreichische Bundesregierung in einer Erklärung vom 20. November 1990 an die vier anderen Signatarstaaten des Staatsvertrages die militärischen und Luftfahrtbestimmungen (Art. 12–16) für obsolet erklärt. Die Art. 12 und 15 Z. 2 wurden außerdem 2008 als nicht mehr geltend festgestellt.

### Anspruch auf Rechtsnachfolge
Ein Signatarstaat des Staatsvertrages, die Sowjetunion, und das dem Vertrag beigetretene Jugoslawien bestehen nicht mehr. Bundespräsident Klestil betonte 1992, für zerfallene Staaten gebe es keine automatische Rechtsnachfolge. 1993 hielten die Russische Föderation und Österreich in einem 1994 vom Nationalrat als Staatsvertrag beschlossenen Notenwechsel (der drittletzte Absatz wurde durch § 7 Z. 78 des 1. BVRBG 2008 in einfachgesetzlichen Rang zurückgestuft) fest, wie mit den aus der Zeit der Sowjetunion stammenden Vereinbarungen umzugehen sei. Der Staatsvertrag, zu dem damals mit Russland keine offenen Fragen mehr bestanden, wurde in diesem Notenwechsel, der Verträge von 1927 bis 1990 nannte, nicht erwähnt.
Die von Slowenien betreffend Art. 7 des Staatsvertrags politisch in Anspruch genommene, aber bis dato formell nicht notifizierte Rechtsnachfolge nach Jugoslawien wurde von Österreich 2009 und 2010 bestritten. Nach der Lösung der Kärntner Ortstafelfrage 2011 maß Ministerpräsident Borut Pahor der Notifizierung derzeit keinen Bedarf zu.

## Entstehung

### Moskauer Deklaration
Infolge der Moskauer Konferenz vom 19. Oktober bis 1. November 1943 wurde am 1. November von den Außenministern der Sowjetunion, Großbritanniens und der USA die Moskauer Deklaration beschlossen. Darin erklärten sie einerseits, „dass Österreich, das erste freie Land, das der typischen Angriffspolitik Hitlers zum Opfer fallen sollte, von deutscher Herrschaft befreit werden soll“ und „die Besetzung Österreichs durch Deutschland am 15. März 1938 als null und nichtig“ angesehen wird, hielten anderseits auch fest: „Österreich wird aber auch daran erinnert, dass es für die Teilnahme am Kriege an der Seite Hitler-Deutschlands eine Verantwortung trägt, der es nicht entrinnen kann“.

### Verhandlungen
Die erste frei gewählte Nachkriegsregierung Österreichs unter der Oberaufsicht der Alliierten Kommission für Österreich hatte bereits im Jänner 1947 in London versucht, einen Friedensvertrag mit den Alliierten auszuhandeln. Ab März 1947 wurden die weiteren Verhandlungen nach Moskau verlegt. Die Verhandlungsteilnehmer aus den Reihen der ÖVP unter Führung von Leopold Figl und Julius Raab stimmten den sowjetischen Forderungen weitgehend zu, während die SPÖ-Verhandler sich, auch um die Distanz zwischen Sozialdemokraten und Kommunisten zu wahren, den sowjetischen Forderungen nicht uneingeschränkt beugen wollten. Erst Bruno Kreisky, damals Staatssekretär im Außenministerium, konnte als sozialdemokratischer Delegierter seine Parteikollegen schließlich davon überzeugen, dass ihre antisowjetische Haltung die Verhandlungen behinderte.
Als problematisch erwiesen sich für die Verhandlungen zum Staatsvertrag zunächst jugoslawische Gebietsansprüche auf Teile Südkärntens und der Südsteiermark. Durch den Konflikt zwischen dem sowjetischen Staatschef Josef Stalin und dem Ministerpräsidenten der Volksrepublik Jugoslawien Josip Broz Tito im Jahr 1949 verlor dieser Aspekt für die Sowjetunion an Bedeutung und die bestehenden Grenzen wurden beibehalten.
Ein schwerwiegenderes Problem stellten die Fragen zum „deutschen Eigentum“ in Österreich dar. Das umfasste allen Grundbesitz, der schon vor dem „Anschluss“ Österreichs an das Deutsche Reich im März 1938 deutschen Staatsbürgern gehört hatte, weiters jeden nach dem „Anschluss“ von Deutschen nach Österreich gebrachten Besitz sowie mit deutschem Kapital in Österreich errichtete Industrieanlagen und auch jeden Besitz, der von Deutschen in den Jahren von 1938 bis 1945 in Österreich erworben worden war (ausgenommen waren erzwungene Käufe und Enteignungen). In der sowjetischen Besatzungszone waren etwa die gesamte Erdölindustrie, die Donau-Dampfschifffahrts-Gesellschaft und eine Reihe von Industrieunternehmen (insgesamt rund 300) als deutsches Eigentum beschlagnahmt worden und standen unter Verwaltung des USIA (Управление советским имуществом в Австрии, „Verwaltung des sowjetischen Eigentums in Österreich“).
Auf der politischen Ebene war die vor allem von der Sowjetunion geforderte Verknüpfung der Verhandlungen mit Österreich mit einem Friedensvertrag zwischen den Alliierten und Deutschland ein Hindernis auf dem Weg zu einer raschen Einigung. Mit der Verschärfung des Kalten Krieges wurde auch ein vorgezogener Staatsvertrag mit Österreich immer unwahrscheinlicher.
Auf Initiative Brasiliens beschloss die UNO-Vollversammlung am 20. Dezember 1952 eine Resolution mit der ernsthaften Aufforderung an die Regierungen der Signatarstaaten der Moskauer Deklaration von 1943, unter den Aspekten der baldigen Beendigung der Besetzung des Landes und der vollen Ausübung der Souveränität durch Österreich erneute und dringende Bemühungen zur Erreichung einer Übereinkunft über die Bedingungen eines Vertrages mit Österreich zu unternehmen.
Erst als Dwight D. Eisenhower Harry S. Truman als Präsident der USA abgelöst hatte und Josef Stalin 1953 verstorben war, wurde das Verhandlungsklima zusehends besser. Nachdem Julius Raab im selben Jahr neuer österreichischer Bundeskanzler geworden war, änderte sich auch der Verhandlungsstil auf österreichischer Seite.
An der Berliner Außenministerkonferenz vom 25. Jänner bis 28. Februar 1954 nahmen auch Vertreter Österreichs teil. Die Sowjets wollten hier weiterhin nur unter der Auflage einem Vertrag mit Österreich zustimmen, dass sowjetische Truppen bis zum Abschluss eines Friedensvertrages mit Deutschland im Land stationiert blieben. Dem stimmten die Westmächte nicht zu und auch Österreich war dagegen. Als weitere Bedingung nannte der sowjetische Außenminister Wjatscheslaw Molotow, dass Österreich ein neutraler Staat sein müsse. Die Westalliierten befürchteten, dass dadurch ihre Truppen in Italien durch die neutrale Schweiz und ein neutrales Österreich vom Hauptkontingent ihrer Streitkräfte in Europa abgeschnitten werden könnten. Eine Neutralität nach Schweizer Vorbild war bereits von Karl Renner (SPÖ), von 1945 bis 1950 erster Bundespräsident der Republik nach dem Zweiten Weltkrieg, vorgeschlagen worden und wurde auch von seiner Partei unterstützt.

### Moskauer Memorandum
Während die Bundesrepublik Deutschland 1955 der NATO beitrat, wurden die Verhandlungen über die volle Souveränität Österreichs in Moskau weitergeführt. Im April 1955 traf auf Einladung der sowjetischen Regierung unter Georgi Malenkow eine österreichische Delegation in Moskau ein. Teilnehmer waren Vizekanzler Adolf Schärf (SPÖ), Außenminister Leopold Figl (ÖVP) und Staatssekretär Bruno Kreisky (SPÖ), Verhandlungsleiter war Bundeskanzler Julius Raab (ÖVP).
Die Gespräche von 12. bis 15. April führten zum Durchbruch und gelten auch als Geburtsstunde der österreichischen Neutralität. Die Sowjets verlangten die Neutralität direkt im Vertrag zu verankern. Sie betrachteten die immerwährende Neutralität als Vorbedingung für die Wiedererlangung der Souveränität Österreichs, während die Verhandler aus Österreich sie davon zu überzeugen suchten, dass nur ein souveräner Staat seine rechtlich verbindliche Neutralität beschließen kann.

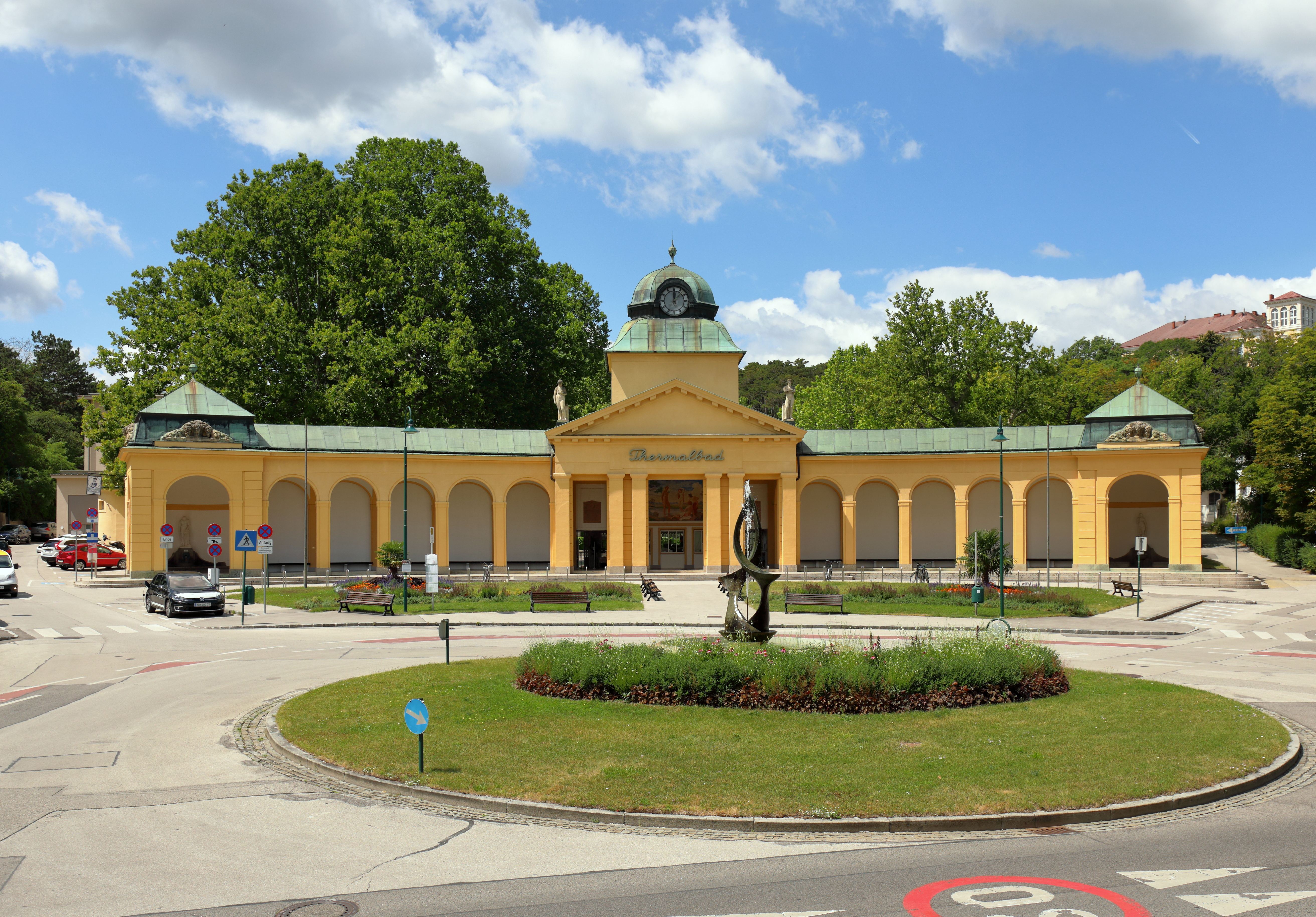
Thermalbad Bad Vöslau mit Freiheitsbrunnen, gewidmet der Rückkehr am Flugplatz Vöslau der Staatsvertrag-Verhandler aus Moskau.

Schließlich führten die Gespräche zu dem Ergebnis, dass das Neutralitätsgesetz vom freien und souveränen Staat Österreich beschlossen werden sollte. Im Abschlussdokument, dem Moskauer Memorandum, wurde festgehalten, dass Österreich ein neutraler Staat sein würde und die vier alliierten Siegermächte des Zweiten Weltkrieges die Unversehrtheit und Unverletzlichkeit des Staatsgebietes garantieren würden. So konnte Raab bei der Rückkehr der Verhandler am Flugplatz Bad Vöslau am 15. April verkünden: „Österreich wird frei sein.“

### Vertragsunterzeichnung

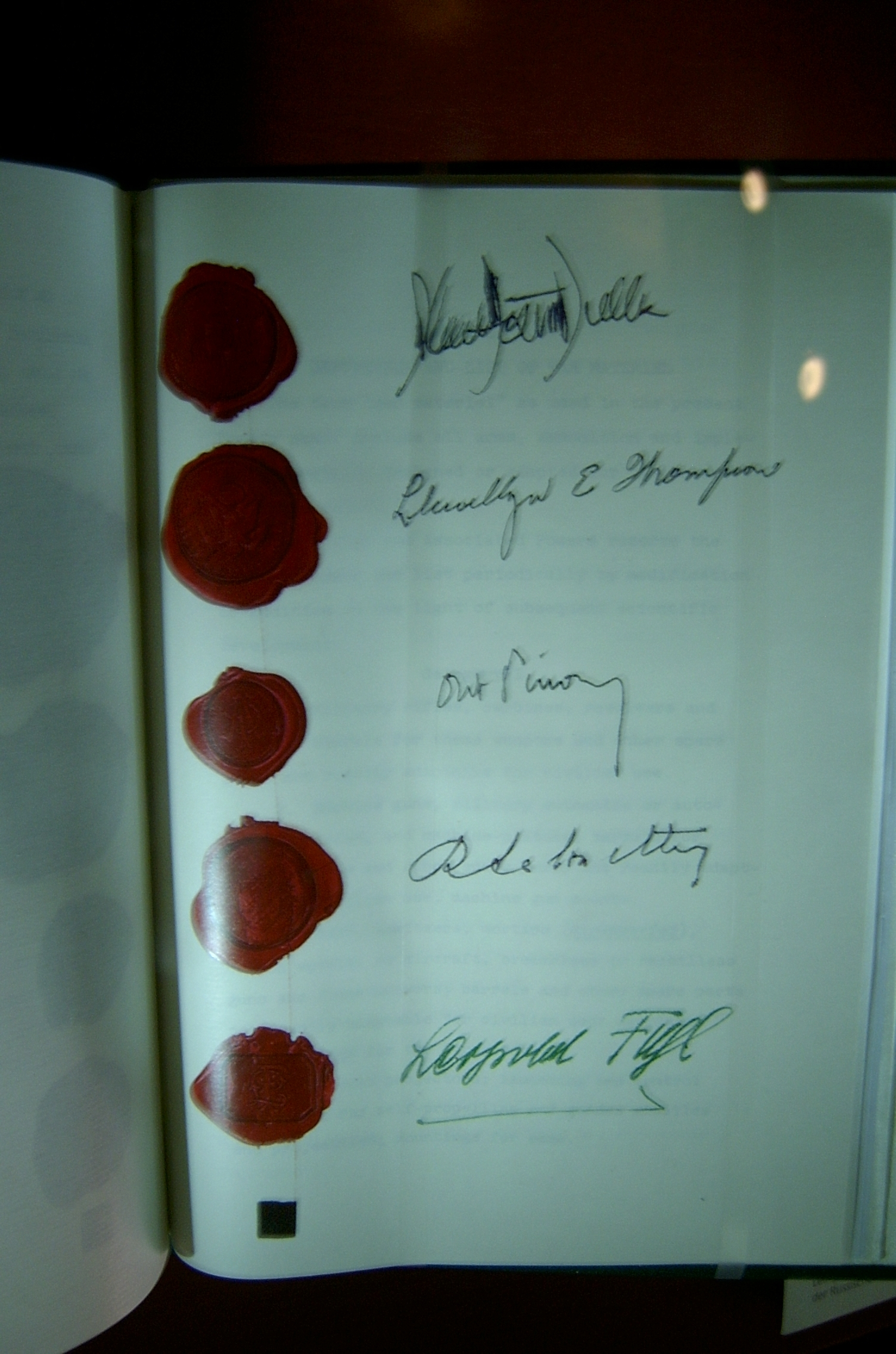
Der Vertrag bei der Ausstellung auf der Schallaburg, Niederösterreich 2005

Am Tag vor der Unterzeichnung des Staatsvertrages gelang es Außenminister Figl in den Schlussverhandlungen in Wien noch, die Nennung der Mitschuld Österreichs am Zweiten Weltkrieg aus der Präambel des Vertrages zu streichen, wobei in erster Linie die sowjetische Seite davon überzeugt werden musste. Am 15. Mai 1955 wurde schließlich der Staatsvertrag betreffend die Wiederherstellung eines unabhängigen und demokratischen Österreich im Marmorsaal des Schlosses Belvedere in Wien unterzeichnet.
Der Staatsvertrag trägt die Unterschriften folgender neun Personen:
1. Wjatscheslaw Michailowitsch Molotow (Außenminister der Sowjetunion)
2. Iwan Iwanowitsch Iljitschow (Hochkommissar und Gesandter der Sowjetunion)
3. Harold Macmillan (Außenminister von Großbritannien)
4. Geoffrey Arnold Wallinger (Hochkommissar und Botschafter von Großbritannien)
5. John Foster Dulles (Außenminister der USA)
6. Llewellyn E. Thompson Jr. (Hochkommissar und Botschafter der USA)
7. Antoine Pinay (Außenminister von Frankreich)
8. Roger Lalouette (Stellvertretender Hochkommissar und Gesandter von Frankreich)
9. Leopold Figl (Außenminister von Österreich)

Der Vertrag wurde am 8. Juni vom österreichischen Nationalrat ratifiziert. Nach der Ratifizierung durch alle Signatarstaaten bzw. nach Einlangen der zuletzt von Frankreich unterzeichneten Zustimmungserklärung in Moskau, dem Aufbewahrungsort des österreichischen Staatsvertrages im Original, trat dieser schließlich am 27. Juli 1955 in Kraft. Für den Abzug der Besatzungssoldaten und deren mittlerweile zahlreich ansässigen Angehörigen der Besatzungsmächte war im Vertrag der Zeitraum bis längstens 90 Tage nach Inkrafttreten vereinbart, somit bis 25. Oktober 1955. Am 26. Oktober, einen Tag nach der gesetzten Frist, beschloss der Nationalrat, nach Schweizer Vorbild und dem Moskauer Memorandum entsprechend, die immerwährende Neutralität und nahm die Neutralitätserklärung in Form eines Bundesverfassungsgesetzes, des Neutralitätsgesetzes, in den Verfassungsrechtsbestand auf. Damit erklärte Österreich, keinen militärischen Bündnissen beizutreten, keine fremden militärischen Stützpunkte auf seinem Territorium zuzulassen und seine Unabhängigkeit mit allen gebotenen Mitteln zu verteidigen. Erst seit 1965 wird der 26. Oktober im Gedenken daran als österreichischer Nationalfeiertag (zuvor: Tag der Fahne) begangen, seit 1967 ist dieser Tag arbeitsfrei. Die oft verwendete Erzählung, am 25. Oktober 1955 habe der letzte sowjetische Soldat Österreich verlassen, ist irrig: Dies geschah bereits am 19. September um 20 Uhr. Am 29. Oktober 1955 sollen sich zumindest 20 britische Soldaten mit ihrem kommandierenden Offizier, Oberst E. T. Roberts, noch in der Kaserne Klagenfurt-Lendorf befunden haben.
Am 14. Dezember 1955 wurde Österreich Mitglied der Vereinten Nationen.
Österreich war mit dem Staatsvertrag der einzige europäische Staat, der nach 1945 bis zur samtenen Revolution 1989 auf friedlichem Weg frei von allen Besatzungsmächten wurde. In der Zeit des Kalten Krieges wurden das Anschlussverbot und die immerwährende Neutralität dahingehend interpretiert, dass Österreich der Beitritt zur EWG nicht erlaubt sei. So trat Österreich 1959 mit Wirkung vom 1. Jänner 1960 der Europäischen Freihandelsassoziation (EFTA) bei, der damals auch Norwegen, Schweden, Dänemark, Großbritannien, Portugal und die Schweiz angehörten. Erst 1995 wurde es Mitglied der Europäischen Union.

## Nachwirkung und Mythisierung des Staatsvertrags

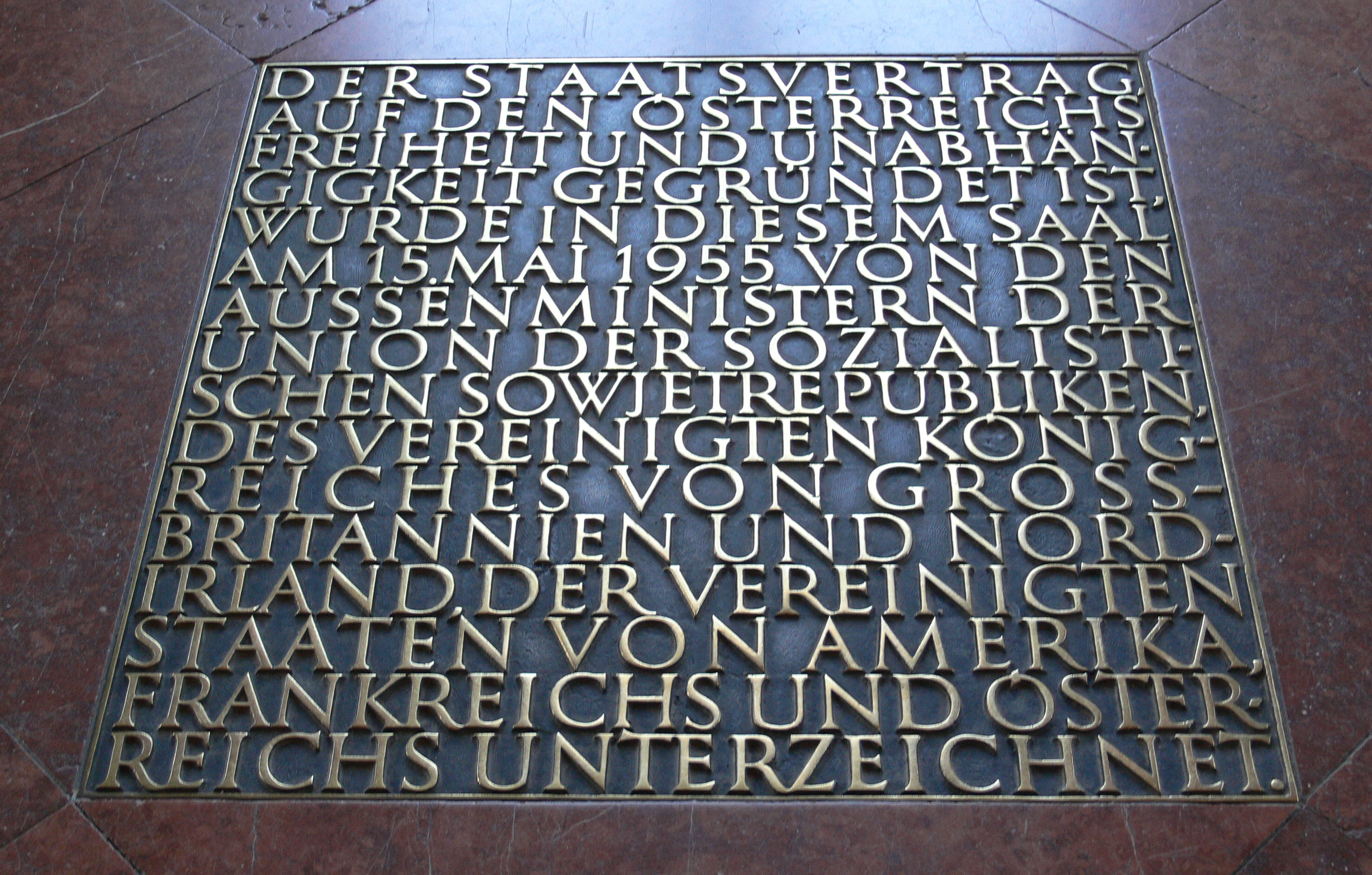
Gedenktafel im Fußboden des Marmorsaals im Oberen Belvedere, Wien

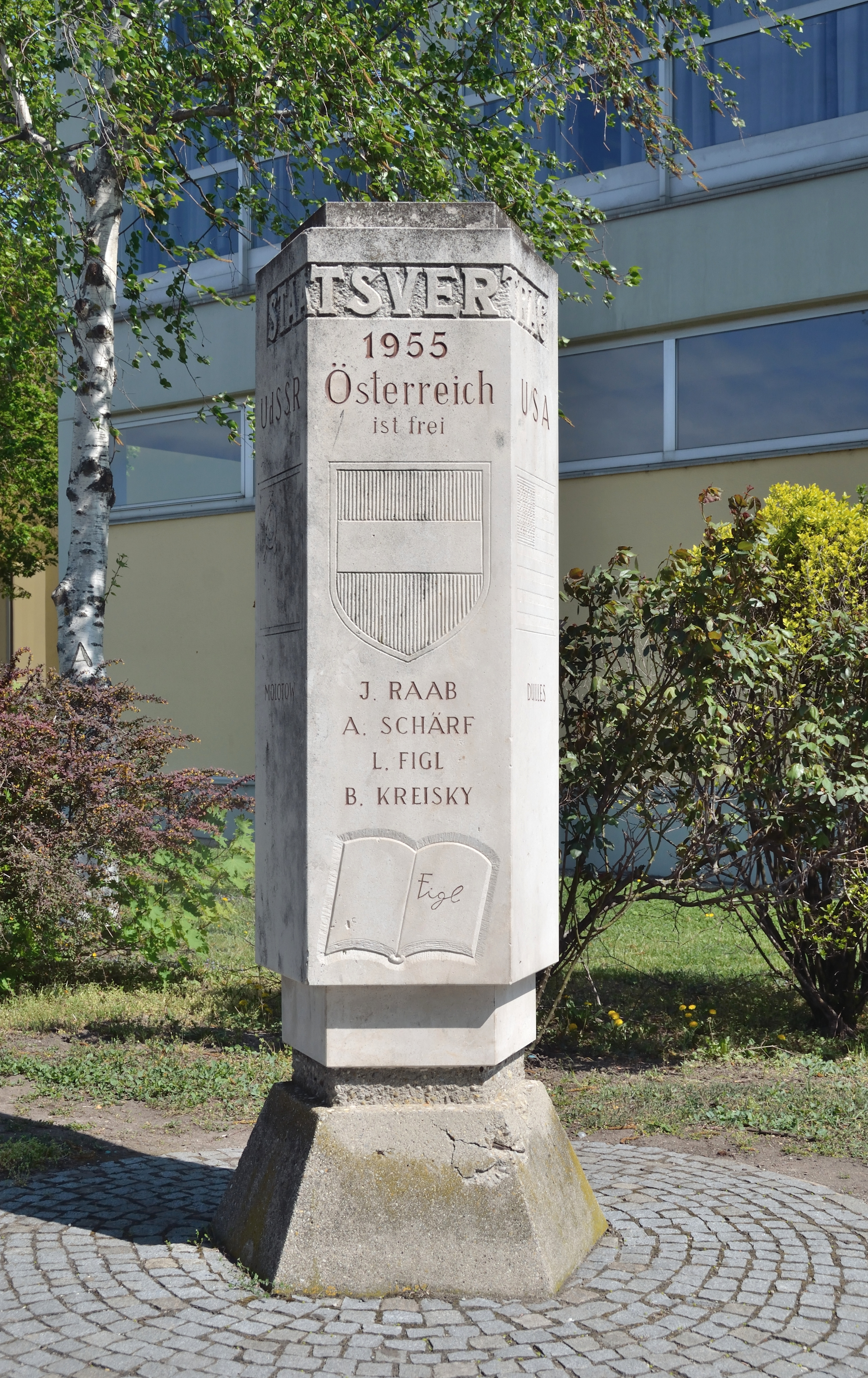
Staatsvertragsdenkmal in Gramatneusiedl.

### Wunsch nach Freiheit
Im Bewusstsein der Bevölkerung hat der Staatsvertrag bis heute ungebrochen einen hohen emotionalen Stellenwert. Die Vertragsunterzeichnung gilt als Meilenstein der Zweiten Republik. So war in der politischen Rhetorik mit der fast zehn Jahre währenden Forderung nach der Unterzeichnung des Vertrags stets eine Einforderung der Freiheit und Souveränität Österreichs aufs engste verbunden worden und der Begriff Freiheit fungierte als prominentes Leitvokabel jener Zeit.

### Positiver Wert Neutralität
Mit dem Erreichen dieses Ziels wandelte sich das zentrale Motiv, das mit dem Staatsvertrag verbunden wurde, schlagartig. Ab sofort stand der schriftlich niedergelegte Vertrag als Garant für die immerwährende Neutralität des Landes, die in der politischen Überzeugungsarbeit als höchst positiver Wert propagiert wurde und über Jahrzehnte bis zum EU-Beitritt Österreichs fixer Bestandteil des österreichischen politischen Bewusstseins war. Die Neutralität selbst ist – entgegen oftmaligen Annahmen – nicht Bestandteil des Vertrags, war aber politische Vorbedingung der Sowjetunion (siehe Abschnitt Moskauer Memorandum).

### „d’Reblaus“
Zu den Zeugnissen des besonderen Stellenwerts des Staatsvertrags zählt nicht nur der Umstand, dass Bundeskanzler Julius Raab das Attribut Staatsvertragskanzler erhielt; dazu zählen auch volksnahe Geschichten in Zusammenhang mit der Unterzeichnung des Vertrags, die von einem politischen Mythos des Dokuments zeugen.
Außenminister Figl, der auch bei politischen Gegnern beliebt war, wurde vom Volk eine gewisse Trinkfestigkeit zugeschrieben. Daher war lange Zeit die Legende verbreitet worden, Raab und Figl hätten den sowjetischen Außenminister Molotow in Heurigenstimmung von der Streichung des Hinweises auf Österreichs nationalsozialistische Vergangenheit aus der Präambel überzeugen können. In einer Karikatur von Hanns Erich Köhler für die Münchner Zeitschrift Simplicissimus mit dem Titel Wiener Charme in Moskau wurde der Zither spielende Raab dargestellt, dem Figl, während die sowjetischen Gesprächspartner bereits in Tränen ausbrechen, ins Ohr flüstert: Und jetzt, Raab – jetzt noch d’Reblaus, dann sans waach! (Die Reblaus war ein beliebtes Heurigenlied; sans waach = sind sie weich = sind sie milde gestimmt und bereit nachzugeben.) Diese Zither Raabs sowie die Noten, auf denen sich auch Notizen der sowjetischen Teilnehmer befinden, tauchte 2011 wieder auf und wird im Julius-Saal der Hypo Noe Gruppe in St. Pölten ausgestellt.
Tatsächlich handelte es sich aber um das moralische Argument, dass die so genannte Verantwortungsklausel ein Schuldmal für den jungen Staat sei, das als Hypothek für die Entwicklung des jungen Staates nicht förderlich sei.
Die entsprechenden Textstellen der Moskauer Deklaration hinsichtlich der Wiederherstellung Österreichs als unabhängiger Staat und die Streichung der Schuldklausel aus der Präambel des Staatsvertrags galten jahrzehntelang als wesentliche Argumente zur Aufrechterhaltung der so genannten Opferthese, die oft als „Lebenslüge der Zweiten Republik“ bezeichnet wird.

### Brasiliens Initiativen 1952–1954
Der Tiroler Historiker Norbert Hölzl verknüpfte 2011 die erste Kaisersgattin von Brasilien, Dona Leopoldina aus dem Haus Habsburg, mit den für Österreich angeblich überraschenden Initiativen Brasiliens für den raschen Abschluss des Staatsvertrags. Der brasilianische Präsident Getúlio Vargas hatte Außenminister Karl Gruber 1952 überraschend nach Rio de Janeiro eingeladen und ihm mitgeteilt, Brasilien als eine der Siegermächte des Zweiten Weltkriegs fühle sich „moralisch verpflichtet“, etwas für Österreich zu tun.
Brasilien erreichte hierauf bei der UNO mit der Bewegung der Blockfreien Staaten eine Resolution, die die Alliierten aufforderte, die Staatsvertragsverhandlungen ernsthaft weiter zu betreiben (siehe oben). Die Vertreter der Ostblockstaaten verließen bei der Abstimmung im Dezember 1952, bei der keine Gegenstimmen abgegeben wurde, den Saal. 1953 und 1954 mahnte dem österreichischen Generalkonsul in São Paulo, Otto Heller, zufolge Präsident Vargas die prominentesten Außenpolitiker des Landes dazu an, bei den Westmächten den ausstehenden Staatsvertrag einzumahnen. Die Bundesregierung in Wien bedankte sich 1954 mit einer großen Brasilien-Ausstellung im Naturhistorischen Museum Wien für die diplomatische Unterstützung.

### „Österreich ist frei!“

2-Euro-Münze zum 50-Jahr-Jubiläum 2005

Bei der Vertragsunterzeichnung im Schloss Belvedere fielen als Abschlusssatz der Dankesrede Figls auch seine berühmten Worte Österreich ist frei! – eines der bekanntesten politischen Zitate der jüngeren Geschichte Österreichs. Der Satz wurde im Marmorsaal gesprochen und nicht, wie oft angenommen, auf dem Balkon bei der Präsentation des Vertrages. Dieses bis heute festgefahrene Missverständnis hat seinen Ursprung in der medialen Berichterstattung, denn in einer Dokumentation der Austria Wochenschau sind die Bilder, die Figl auf dem Balkon bei der Präsentation des Vertrages zeigen, mit den nämlichen Worten seiner Rede unterlegt worden. Diese öffentliche Präsentation auf dem Balkon soll laut Berichten von Augenzeugen im Protokoll der Unterzeichnungszeremonie nicht vorgesehen gewesen, sondern von Figl spontan initiiert worden sein. Anlässlich des 50. Jahrestags des Staatsvertrags wurde das Zitat als Spruch des Jahres 2005 von der Forschungsstelle für Österreichisches Deutsch ausgezeichnet. Er symbolisiere demnach u. a. „50 Jahre Unabhängigkeit von fremden Mächten“, er erinnere daran, dass Freiheit nicht immer so selbstverständlich wie heute gewesen sei und der Spruch „neue Relevanz im Rahmen der EU-Mitgliedschaft“ gewonnen habe.
Die bekanntesten Fotos rund um die Unterzeichnung des Staatsvertrags stammen von Erich Lessing, der sich als einziger Fotograf mittig vor dem Belvedere aufgestellt hatte und die Präsentation des Staatsvertrags aus der Sicht der Zuschauer zeigte.

### Original des Vertrags
Lange Zeit war der Allgemeinheit kaum bekannt, dass sich das Original des Staatsvertrags im Staatsarchiv des Außenministeriums in Moskau und nicht in Österreich befindet. Im österreichischen Staatsarchiv ist nur eine Abschrift vorhanden. Im so genannten Jubiläumsjahr 2005 wurde diese Tatsache deutlich, als die Vertragsurkunde aus Moskau nach Österreich geholt und auf der Schallaburg in Niederösterreich sowie im Wiener Belvedere der Öffentlichkeit im Rahmen von Ausstellungen erstmals gezeigt werden konnte. Erst damals wurde für die Österreicher sichtbar, dass Außenminister Figl mit grüner Tinte unterschrieben hatte. Seit 9. September 2019 ist das einzige existierende vollständige Faksimile des Österreichischen Staatsvertrags im Haus der Geschichte im Museum Niederösterreich ausgestellt. Es ist eine Leihgabe der Landessammlungen Niederösterreich. Die Russische Föderation hat diese Kopie im Mai 2017 dem Land Niederösterreich geschenkt. Ebenso zu sehen ist die Füllfeder von Leopold Figl und das Gemälde von Sergius Pauser.

## Gemälde des Staatsvertrags
Unterrichtsminister Heinrich Drimmel erteilte dem Maler Sergius Pauser den Auftrag, die Unterzeichnung des Staatsvertrags auf einem Ölgemälde festzuhalten. Pauser war daher bei der Unterzeichnung anwesend und machte bereits erste Skizzen. Seine Ölskizze fand zwar die Zustimmung Drimmels, jedoch nicht die von Bundeskanzler Julius Raab, der ein Gemälde wollte, auf dem die einzelnen Personen zu erkennen waren. Raab erteilte daraufhin den lukrativen Auftrag an den Maler Robert Fuchs, der im Gegensatz zu Pauser während der nationalsozialistischen Zeit Mitglied der NSDAP gewesen war. Fuchs’ Gemälde „Die Unterzeichnung des österreichischen Staatsvertrags im Oberen Belvedere 1955“ wurde erst 1957 fertig und hängt im Bundeskanzleramt. Die künstlerisch wertvollere Ölskizze von Pauser befindet sich heute in den Landessammlungen Niederösterreich. Fuchs musste in seinem Gemälde auch Eitelkeiten bedienen und bekam genau vorgeschrieben, welche Personen darauf zu sehen sein müssten, unabhängig von der tatsächlichen Anwesenheit. Zu sehen ist rechts der Tisch, an dem Außenminister Figl, umgeben von den Außenministern der vier Großmächte und deren Botschaftern in Wien, den Vertrag unterzeichnet. Links stehen die Mitglieder der Bundesregierung, in der Mitte und hinter dem Unterzeichnungstisch die in- und ausländischen Diplomaten und die Spitzen der österreichischen Beamtenschaft. Die ebenfalls beim Festakt anwesenden Chefredakteure und Auslandskorrespondenten kommen nicht vor. Der für den Auftrag an Fuchs zuständige Beamte war beim Staatsakt nicht anwesend, steht aber auf dem Gemälde direkt hinter Figl. In der Realität war das der Platz eines Beamten namens Rudolf Kirchschläger, von dem man damals aber natürlich noch nicht wissen konnte, dass er später einmal Bundespräsident von Österreich werden sollte. Auf dem Gemälde steht Kirchschläger ganz am rechten Rand, neben dem späteren Staatssekretär Ludwig Steiner; dieser war damals Kabinettchef von Raab und stand daher in der Realität neben Raab, war aber kein Freund des besagten Beamten.